# مرد شش‌میلیون‌دلاری
مرد شش میلیون دلاری (انگلیسی:The Six Million Dollar Man) مجموعه‌ تلویزیونی علمی- تخیلی ساخت ایالات متحده آمریکا به کارگردانی چند کارگردان ازجمله رضا بدیعی، کارگردان ایرانی‌تبار است.

## خلاصهٔ داستان
این مجموعه دربارهٔ فضانوردی به نام استیو آستین (با بازی لی میجرز) است که در یکی از مأموریت‌ها و در حال آزمایش یک فضاپیما سقوط می‌کند و به کما می‌رود و چشم چپ، دست راست و هر دو پای او به شدت آسیب می‌بینند، بطوری که تقریباً از بین می‌روند. دانشمندان، طی یک عمل جراحی سرّی، دست‌ها و پاهای او را با اعضای مصنوعی (مکانیکی) بیونیک عوض می‌کنند و حتی یکی از چشم‌هایش را به‌صورت مصنوعی کار می‌گذارند. بدین ترتیب، «استیو» دارای قدرت فوق‌العادهٔ فرا انسانی می‌شود.
در هر قسمتِ این مجموعه، داستانی جداگانه برای قهرمان فیلم رخ می‌دهد.

## قدرت استیو آستین
قدرت فراانسانی این شخصیت در این فیلم، خارق‌العاده است. او می‌تواند با دست‌های مصنوعی‌اش دیوار را خرد کند، میله‌های آهنی بر او کارگر نیست، می‌تواند به چند متر بالاتر از سطح زمین (حتی تا ۱۰ متر) بپرد، و سرعت دویدن او از یک ماشین مسابقه هم بیشتر است. این قابلیت‌ها او را در مقابل دشمنان، خرابکاران و تروریست‌ها مصون نگه می‌دارد.

## بازیگران
- لی میجرز در نقش استیو آستین
- ریچارد اندرسون در نقش اسکار گلدمن
- مارتین بالسام در نقش دکتر رودی ولز
- لیندسی واگنر در نقش جیم سامرز